# ブラック・サマー: Zネーション外伝
『ブラック・サマー: Zネーション外伝』（原題: Black Summer）は、2019年に配信されたアメリカ合衆国のテレビドラマシリーズ。2014年から2018年にSyfyで放送されたドラマ『Zネーション』の前日譚となるスピンオフシリーズで、ゾンビが猛威を振るい終末へと向かう世界を描く。企画・制作はカール・シェイファー、ジョン・ハイアムズ、出演はジェイミー・キング、ジャスティン・チュー・キャリー、クリスティーン・リーなど。2019年4月11日にNetflixオリジナル作品として全世界へ配信された。本作はシーズン2への更新が決定している。

## あらすじ
ゾンビが猛威を振るい始めて6週間後、ローズは娘のアンナと離ればなれになっていた。娘を探すためローズは見ず知らずの者と力を合わせて決死のサバイバルの旅に出る。

## 登場人物とキャスト

### メイン
ローズ
演 - ジェイミー・キング、日本語吹替 - 斎藤恵理
スピアーズ
演 - ジャスティン・チュー・キャリー、日本語吹替 - 関雄
サン
演 - クリスティーン・リー、日本語吹替 - 書上春奈
ウィリアム
演 - サル・ベレス・Jr、日本語吹替 - 渡辺一茂
ランス
演 - ケルシー・フラワー、日本語吹替 - 濱川真人

### リカーリング
バーバラ
演 - グウィニス・ウォルシュ、日本語吹替 - 加藤真由美
ライアン
演 - ムスタファ・アラブシ、日本語吹替 - 市山享
アール
演 - ナイレン・B・エブリン、日本語吹替 - 松島淳
カルメン
演 - エリカ・ハウ、日本語吹替 - 江口育美
マニー
演 - エドソン・モラレス、日本語吹替 - 市山享
Leader at School
演 - エイダン・フィンク、日本語吹替 - 田口尚明（S1 Ep3）、小野寺悠貴（S2）
The Boy at School
演 - カシュ・ヒル
フィル
演 - スタッフォード・ペリー、日本語吹替 - 田中智士
Governale
演 - ナサニエル・アルカン、日本語吹替 - 田中智士
Bronk
演 - トム・キャレー、日本語吹替 - 鷲見昂大
Patrick
演 - タイ・オルソン、日本語吹替 - 中村大志
Anna
演 - ゾーイ・マーレット、日本語吹替 - 米本早希

## エピソード
| 通算 話数 | タイトル                         | 監督       | 脚本                     | 公開日        |
| --------- | -------------------------------- | ---------- | ------------------------ | ------------- |
| 1         | "避難" "Human Flow"              | John Hyams | Karl Schaefer John Hyams | 2019年4月11日 |
| 2         | "ドライブ" "Drive"               | John Hyams | John Hyams               | 2019年4月11日 |
| 3         | "サマースクール" "Summer School" | Abram Cox  | Abram Cox                | 2019年4月11日 |
| 4         | "孤立" "Alone"                   | Abram Cox  | Abram Cox                | 2019年4月11日 |
| 5         | "レストラン" "Diner"             | John Hyams | John Hyams               | 2019年4月11日 |
| 6         | "強奪" "Heist"                   | Abram Cox  | Abram Cox                | 2019年4月11日 |
| 7         | "トンネル" "The Tunnel"          | John Hyams | Daniel Schaefer          | 2019年4月11日 |
| 8         | "競技場" "The Stadium"           | John Hyams | John Hyams               | 2019年4月11日 |

## 製作
2018年7月19日、Netflixが本作の製作を発表した。『Zネーション』のエグゼクティブプロデューサーのカール・シェイファーとジョン・ハイアムズがショーランナーを務め、撮影は2018年7月23日から開始された。
2019年11月20日、Netflixは第2シーズンへの更新を発表した。

## 評価

### 批評
本作は批評集積サイトのRotten Tomatoesに17件のレビューがあり、批評家支持率は76%、平均点は10点満点で6.0点となっている。